# GXemul
GXemul (anteriormente conocido como mips64emul) es un emulador de la arquitectura de computadores MIPS. Es software libre bajo una licencia tipo BSD. Fue escrito originalmente por Anders Gavare, un estudiante sueco en agosto de 2003. En 2005, Gavare cambió el nombre del proyecto de mips64emul a GXemul, para evitar dar la impresión de que el emulador esté limitado al juego de instrucciones MIPS64.
Aunque el software SPIM llevaba ya mucho tiempo disponible para emular arquitecturas MIPS de 32 bits como el R2000 o el R3000, la emulación provista por SPIM está limitada al microprocesador, y no simula sistemas completos.
Sin embargo, GXemul emula varios sistemas de computadoras completos como las DECstation de DEC o las SGI Indy, basadas en procesadores MIPS. Aunque la completitud de la simulación varía de unos sistemas a otros, la mayoría de las arquitecturas emuladas soportan emulación de controladoras SCSI, framebuffers, y en algunos casos, sistemas operativos completos de tal manera que puede instalarse, por ejemplo, Ultrix.
Otras características interesantes de GXemul son su portabilidad, y traducción binaria en tiempo real para mejorar la velocidad de la emulación. A enero de 2005 los únicos sistemas con soporte para esta característica son los DEC Alpha y los x86.